# Benirredrà
Benirredrà és un municipi del País Valencià de la comarca de la Safor.

## Geografia
Situat a la Safor, al vessant est de la serra Falconera. El terme municipal, de tan sols 0,4 km², és un dels més menuts del País Valencià i està totalment envoltat pel de Gandia. La superfície del terme és plana, amb petites ondulacions per l'oest.
El clima és mediterrani; els vents dominants són els del nord-est i sud-est. El poble manera gairebé un sol nucli urbà amb Gandia.
Per carretera, es pot accedir a Benirredrà a través de la N-332. L'estació de tren més pròxima és la de Gandia, a 1,9 km.

## Història
Establir quin va ser el seu topònim originari és una tasca bastant difícil. Es proposen possibilitats com ara Bani-Reduan, Beninida i Bani-Rida. Té el seu origen en un alqueria islàmica dependent del castell de Bairén. Jaume el Just, en 1323, va concedir el senyoriu a son fill, Pere de Ribargorça, el qual, en 1337, va cedir-lo a Guillem de Gascó. Més tard els seus amos van ser els comtes de Cardona, els quals van vendre, en 1503, la propietat a María Enríquez y de Luna, duquessa de Gandia. Durant el segle xiv la jurisdicció del poble va ser compartida entre els jurats de Vila d'Ontinyent i el capítol de la Seu de València. En el moment de l'expulsió, que causà una forta crisi demogràfica i econòmica, hi havia 65 famílies morisques, segons el cens de Caracena. Els cristians nous que hi romangueren cultivaven terres de regadiu; nogensmenys, trenta-set anys després tan sols hi havia 30 famílies. A finals del segle xvii Francesc Escrivà va unificar el poder senyorial; a la fi del segle xviii els Escrivà es varen emparentar amb els comtes de Ròtova, casa que va dominar el senyoriu de Benirredrà fins a la dissolució dels senyorius en el segle xix.

## Política i govern

### Corporació municipal
El Ple de l'Ajuntament està format per 9 regidors. En les eleccions municipals de 26 de maig de 2019 foren elegits 7 regidors del Partit Socialista del País Valencià (PSPV-PSOE) i 2 del Partit Popular (PP).
| Eleccions municipals de 26 de maig de 2019 - Benirredrà                                                                       |                                          |                                     |                                     |        |          |          |
| Candidatura | Candidatura                              | Candidatura                         | Cap de llista                       | Vots   | Vots     | Regidors |
| | Partit Socialista del País Valencià-PSOE |                                     | Emilio Falquet Sesmero              | 669    | 67,00%   | 6 ()     |
| | Partit Popular                           |                                     | Joaquín Canet Ferrer                | 192    | 19,34%   | 2 ()     |
| | Compromís per Benirredrà                 |                                     | Miquel Alèixit Romero               | 129    | 12,99%   | 1 ()     |
| | Vots en blanc                            |                                     |                                     | 3      | 0,30%    |          |
| Total vots vàlids i regidors                                                                                                  | Total vots vàlids i regidors             | Total vots vàlids i regidors        | Total vots vàlids i regidors        | 993    | 100 %    | 9        |
| | Vots nuls                                | Vots nuls                           | Vots nuls                           | 6      | 0,60%    |          |
| Participació (vots vàlids més nuls)                                                                                           | Participació (vots vàlids més nuls)      | Participació (vots vàlids més nuls) | Participació (vots vàlids més nuls) | 999    | 76,91%** |          |
| Abstenció | Abstenció                                | Abstenció                           | Abstenció                           | 300*   | 23,09%** |          |
| Total cens electoral | Total cens electoral                     | Total cens electoral                | Total cens electoral                | 1.299* | 100 %**  |          |
| Alcalde: Emilio Falquet Sesmero (PSPV) (15/06/2019) Per majoria absoluta dels vots dels regidors (6 vots de PSPV)             |                                          |                                     |                                     |        |          |          |
| Fonts: JEC, JEZ Gandia, M. Interior, Periòdic Ara. (* No són vots sinó electors. ** Percentatge respecte del cens electoral.) |                                          |                                     |                                     |        |          |          |

### Alcaldes
Des de 2019 l'alcalde de Benirredrà és Emilio Falquet Sesmero, del Partit Socialista del País Valencià (PSPV-PSOE).
| Període                       | Alcalde o alcaldessa                                     | Partit polític | Data de possessió     | Observacions                  |
| ----------------------------- | -------------------------------------------------------- | -------------- | --------------------- | ----------------------------- |
| 1979–1983                     | Agustín Mafe Herrera                                     | PSPV-PSOE      | 19/04/1979            | --                            |
| 1983–1987                     | Agustín Mafe Herrera                                     | PSPV-PSOE      | 28/05/1983            | --                            |
| 1987–1991                     | Agustín Mafe Herrera                                     | PSPV-PSOE      | 30/06/1987            | --                            |
| 1991–1995                     | Joaquín Carbó Camarena                                   | PSPV-PSOE      | 15/06/1991            | --                            |
| 1995–1999                     | Joaquín Carbó Camarena                                   | PSPV-PSOE      | 17/06/1995            | --                            |
| 1999–2003                     | Joaquín Carbó Camarena Pascual Ivars Ivars               | PSPV-PSOE      | 03/07/1999 15/01/2003 | n/d --                        |
| 2003–2007                     | Pascual Ivars Ivars                                      | PSPV-PSOE      | 14/06/2003            | --                            |
| 2007–2011                     | Cristina Gutiérrez Camarena María Dolores Cardona Llopis | PP PSPV-PSOE   | 16/06/2007 27/02/2010 | Moció de censura PSPV+EVPV -- |
| 2011–2015                     | María Dolores Cardona Llopis                             | PSPV-PSOE      | 11/06/2011            | --                            |
| 2015–2019                     | María Dolores Cardona Llopis                             | PSPV-PSOE      | 13/06/2015            | --                            |
| 2019-2023                     | Emilio Falquet Sesmero                                   | PSPV-PSOE      | 15/06/2019            | --                            |
| Des de 2023                   | n/d                                                      | n/d            | 17/06/2023            | --                            |
| Fonts: Generalitat Valenciana |                                                          |                |                       |                               |

## Demografia
A hores d'ara (cens de 2002) hi ha 1.417 habitants, de gentilici benirredrans. Un 70,11% dels habitants saben parlar valencià, segons cens de 2001.
| 1990 | 1992 | 1994 | 1996  | 1998  | 2000  | 2002  | 2004  | 2006  | 2008  | 2009 |
| ---- | ---- | ---- | ----- | ----- | ----- | ----- | ----- | ----- | ----- | ---- |
| 944  | 887  | 999  | 1.008 | 1.035 | 1.177 | 1.330 | 1.460 | 1.584 | 1.566 | 1642 |

## Economia
En el regadiu es conreen cítrics, hortalisses i fruiters. Es rega amb aigües del riu Vernissa. La influència de Gandia condiciona l'economia, que ha donat l'esquena a l'agricultura i es basa en el turisme. La indústria i el comerç també hi tenen alguna representació.

## Monuments

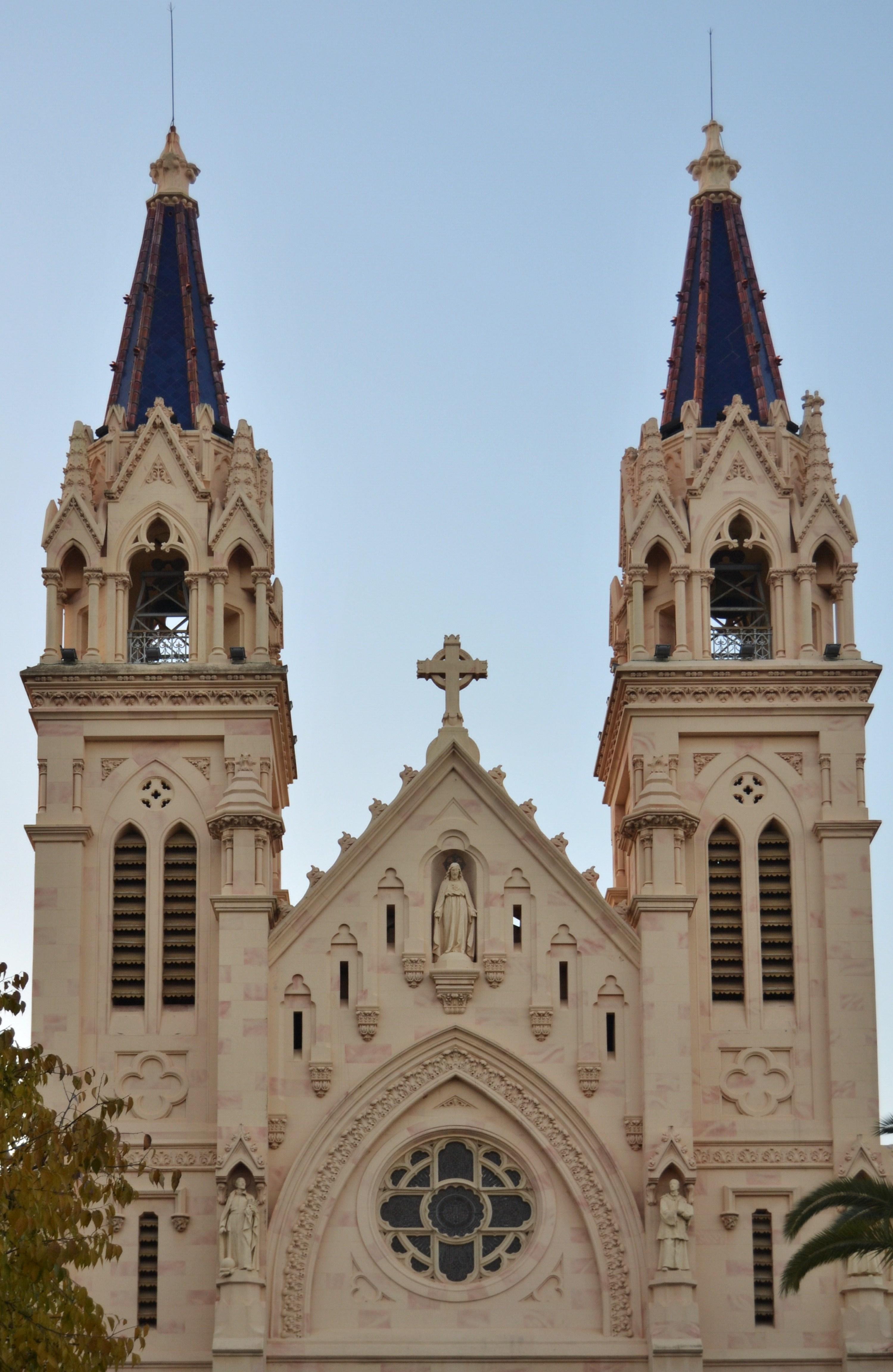
Torre del convent de les Esclaves.

- Església de sant Llorenç màrtir. Bastida sobre l'antiga mesquita en 1535, rehabilitada en el segle xix. En 2001 es restaurà el campanar. Al sagrari té diverses taules de l'escola de Ribera.

- Convent de les Esclaves del Sagrat Cor. Edifici construït a principis del segle xx (1908-1909) seguint l'estil neogòtic. Hi destaquen per les grans torres bessones, la façana composta per estàtues de sants i l'enorme rosassa. A l'interior podem trobar un ampli conjunt d'imatges i quadros religiosos, entre els quals destaca el Crist crucificat de l'altar i la pintura dedicada a sant Francesc de Borja.. Durant la Guerra civil va ser utilitzat com a hospital, i en l'actualitat és part del col·legi de Les Esclaves del Sagrat Cor de Jesús, que l'utilitzen per als seus ritus i actes religiosos. És l'edifici més emblemàtic del poble.

- Ermita de Sant Antoni. Dedicada al sant, és compartida amb Gandia. Anteriorment es dedicava als ritus religiosos durant la celebració de la festivitat de Sant Antoni, l'anomentat «porrat». Després d'un període de deteriorament, principalment des dels anys 70, va ser restaurada i en l'actualitat només obri les portes els dies de la festivitat, al mes de gener, per a ser visitat per turistes.

## Festes locals
- Festes Majors. Se celebren entre el 10 i el 13 d'agost en honor de Sant Llorenç, la Mare de Déu del Carme, Sant Lluís i el Sagrat Cor.